# Трансбур
Трансбур (пол. Transbór) — село в Польщі, у гміні Лятович Мінського повіту Мазовецького воєводства.
Населення — 371 особа (2011).

## Демографія
Демографічна структура станом на 31 березня 2011 року:
|          | Загалом | Допрацездатний вік | Працездатний вік | Постпрацездатний вік |
| -------- | ------- | ------------------ | ---------------- | -------------------- |
| Чоловіки | 185     | 43                 | 116              | 26                   |
| Жінки    | 186     | 41                 | 91               | 54                   |
| Разом    | 371     | 84                 | 207              | 80                   |